# Callispa recticollis
Callispa recticollis là một loài bọ cánh cứng trong họ Chrysomelidae. Loài này được L Medvedev miêu tả khoa học năm 1992.